# 西春郵便局
西春郵便局（にしはるゆうびんきょく）は愛知県北名古屋市にある郵便局。民営化前の分類では集配普通郵便局であった。

## 概要
- 住所：〒481-8799 愛知県北名古屋市弥勒寺西2-33

## 沿革
- 1880年（明治13年）4月1日 - 九ノ坪郵便局（五等）として開設[1]。
- 1884年（明治17年）6月30日 - 廃止。
- 1886年（明治19年）4月22日 - 九ノ坪村郵便受取所として再設置。
- 1891年（明治24年）4月30日 - 再び廃止。
- 1904年（明治37年）12月16日 - 九ノ坪郵便受取所として再々設置。
- 1905年（明治38年）4月1日 - 九ノ坪郵便局となる。
- 1909年（明治42年）6月1日 - 西春郵便局に改称。
- 1965年（昭和40年）4月24日 - 電話交換および和文電報配達業務を一宮電報電話局に移管[2]。
- 1967年（昭和42年）9月1日 - 特定郵便局から普通郵便局に局種別改定。
- 1998年（平成10年）9月1日 - 外国通貨の両替および旅行小切手の売買に関する業務取扱を開始。
- 2006年（平成18年）10月1日 - 豊山郵便局より「480-02xx」区域の集配業務を移管[3]。
- 2007年（平成19年）10月1日 - 民営化に伴い、併設された郵便事業西春支店、かんぽ生命保険北名古屋支店に一部業務を移管。
- 2012年（平成24年）10月1日 - 日本郵便株式会社発足に伴い、郵便事業西春支店を西春郵便局に統合。
- 2015年（平成27年）4月6日 - かんぽ生命保険北名古屋支店をかんぽ生命保険名古屋支店（同日、名古屋法人支店・名古屋支店に再編）に統合[4]。

## 取扱内容

### 西春郵便局
- 郵便、印紙、ゆうパック、内容証明
- 貯金、為替、振替、振込、国際送金、外貨両替・トラベラーズチェック、国債、投資信託
- 生命保険、バイク自賠責保険、自動車保険、がん保険、引受条件緩和型医療保険、変額年金保険
- ゆうちょ銀行ATM
- 「481-00xx」区域（北名古屋市の全域）、「480-02xx」区域（西春日井郡豊山町の全域）の集配業務
- ゆうゆう窓口

## 周辺
- 愛知県立西春高等学校
- 名古屋芸術大学西キャンパス
- 北名古屋市文化勤労会館

## アクセス
- 名鉄犬山線 徳重・名古屋芸大駅から徒歩で約4分。
- 北名古屋市内循環バス（きたバス）「ドン・キホーテ西春店前」停留所下車。
- 名古屋高速16号一宮線（名岐道路）西春出入口から東へ約2km。
- 駐車場あり：26台